# Saint-Just-en-Bas
Saint-Just-en-Bas település Franciaországban, Loire megyében. Lakosainak száma 282 fő (2022. január 1.). Saint-Just-en-Bas La Valla-sur-Rochefort, Chalmazel-Jeansagnière, Palogneux, Saint-Georges-en-Couzan, La Côte-Saint-Didier és Solore-en-Forez községekkel határos.

## Népesség
A település népessége az elmúlt években az alábbi módon változott:
| Lakosok száma | 507  | 368  | 328  | 314  | 302  | 291  | 289  | 282  | 282  | 282  |
|               | 1968 | 1982 | 1990 | 2006 | 2013 | 2015 | 2017 | 2019 | 2020 | 2022 |